# День рождения

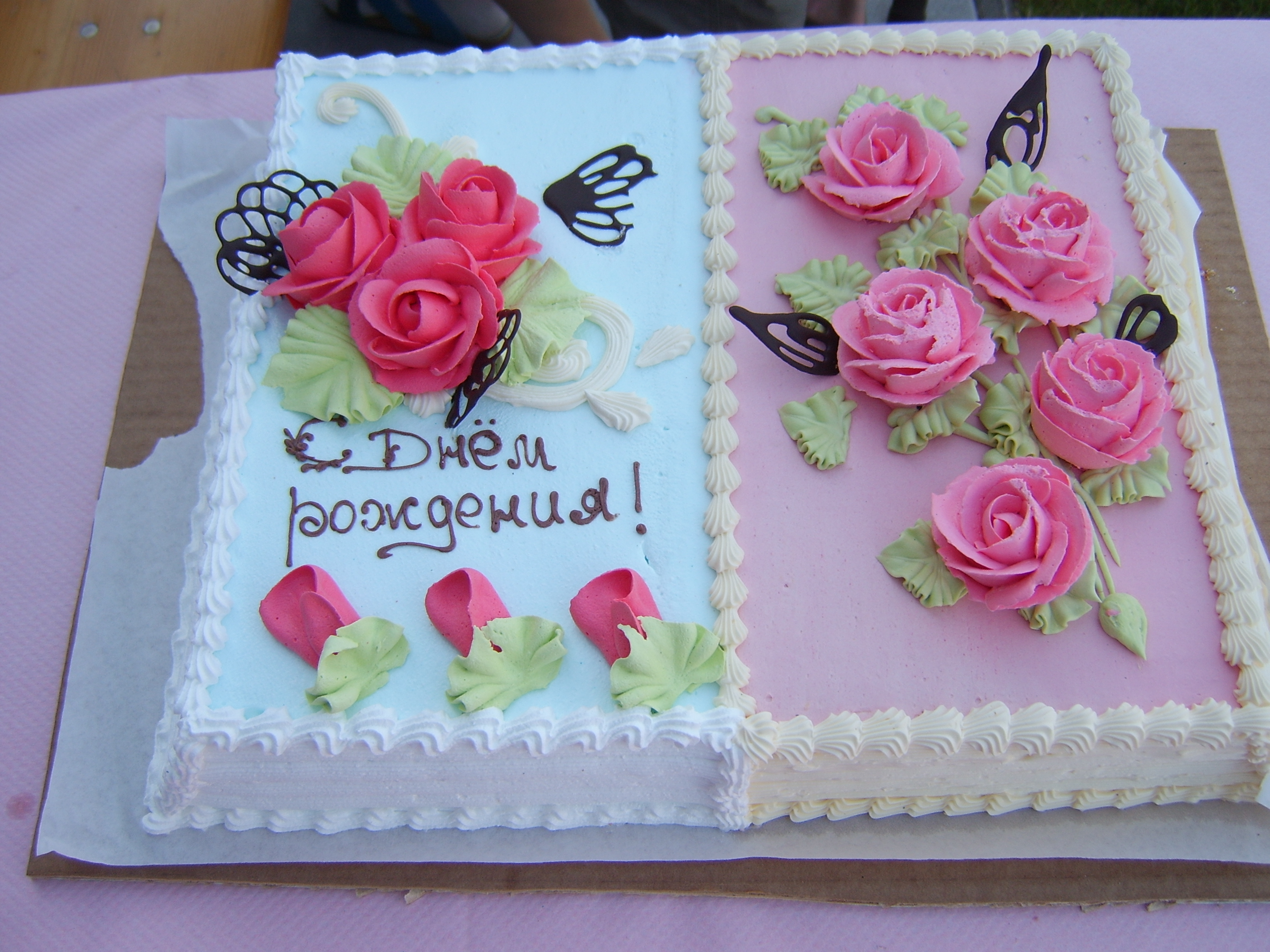
Торт — устоявшийся атрибут дня рождения

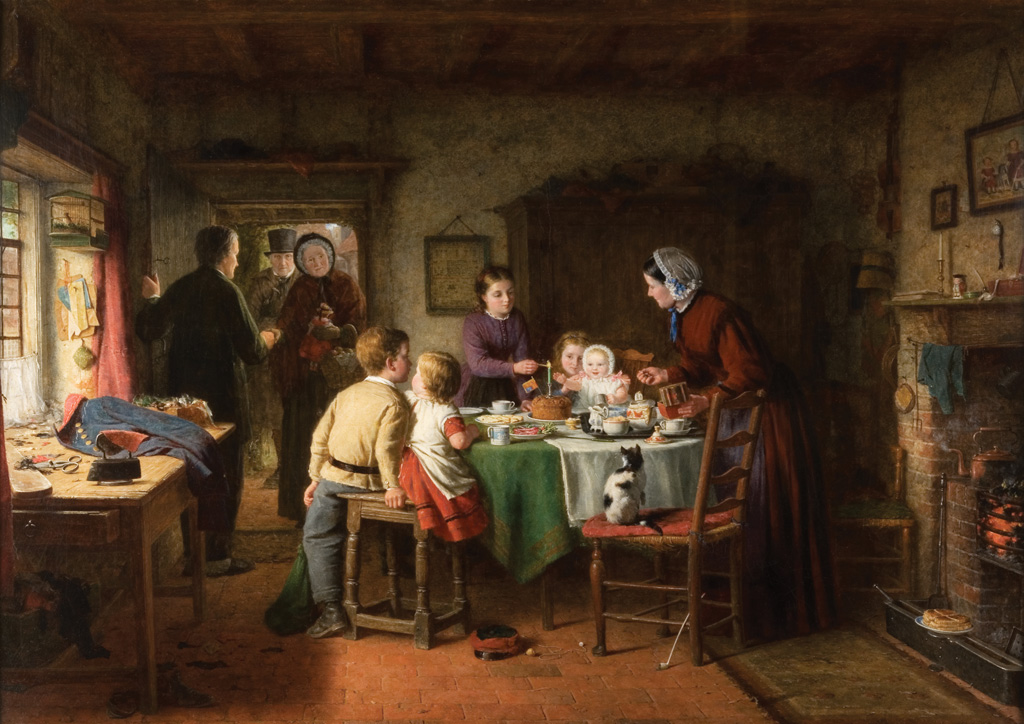
Фредерик Дэниэл Гарди «День рождения ребёнка» (1867)

День рожде́ния — годовщина рождения, соответствует дате рождения человека.
Обычно день рождения празднуется как домашний праздник с семьёй и друзьями. Практикуется также и отмечание этой даты с коллегами.
Человека в день его рождения называют новорождённым, виновником торжества, именинником. Последнее название в ходу уже с XIX века и связано со сменой традиции праздновать именины на традицию праздновать день рождения и смешением названий праздников. Некоторыми словарями такое употребление слова именинник отмечается как ошибочное или просторечное.
Также для обозначения человека в день его рождения в XX веке употреблялось просторечное, ныне устаревшее, рожде́нник.

## Исторические традиции

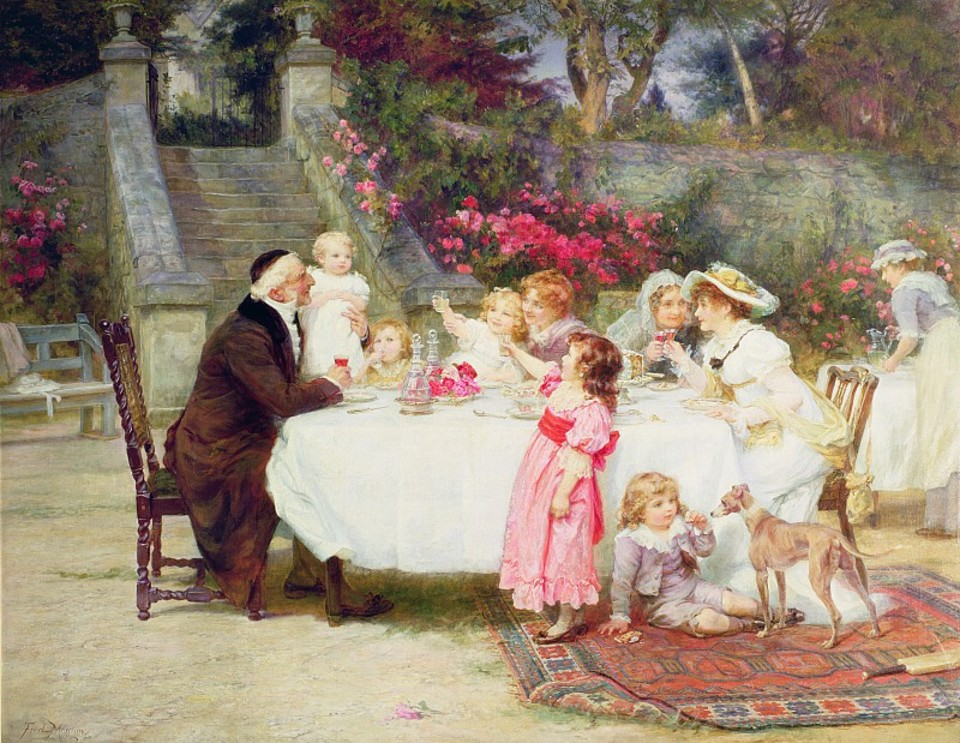
Фредерик Морган «Его первый день рождения» (1899—1899)

Во множестве культур с древнейших времён по достижении ребёнком определённого возраста проводился обряд инициации, но он не был привязан к дате рождения. Самые ранние упоминания о праздновании дня рождения относятся к особо значительным фигурам — фараонам, царям, богам. День рождения как личный праздник стал распространяться в 1-м тысячелетии до нашей эры.

### Древний Ближний Восток
Наиболее ранние свидетельства о праздновании дней рождения относят к фараонам древнего Египта с датировкой около 3000 года до н. э., однако некоторые историки отмечают, что ни достоверные свидетельства празднования именно дня рождения (в отличие от празднования рождения наследника и ежегодного дня воцарения), ни даже записи точной даты рождения фараонов не появляются до VII века до н. э., или даже до времён эллинизма. День рождения праздновался только для фараонов и их наследников, первое празднование дня рождения женщины относится к правлению царицы Клеопатры II (II век до н. э.). Обычай праздновать день рождения царя существовал и в Ассирии. День рождения праздновался пиром, в котором принимали участие знать, а также слуги и рабы; в честь праздника из тюрем нередко выпускали заключённых.
Существуют записи о точных датах рождения детей и о праздничных жертвоприношениях по этому поводу при дворе шумерского энси Лугальанда в XXIV веке до н. э.. Возможно, именно это — первое достоверное свидетельство о праздновании дня рождения. При этом у шумеров и вавилонян по крайней мере до VIII или даже до VI века до н. э. обычно не записывались не только даты рождения, но даже и возраст людей, героев и богов.
В книге Бытия упоминается, что фараон в день своего рождения «сделал … пир для всех слуг своих» (Быт. 40:20–22).
Интерес к точной дате рождения распространился в V веке до н. э. среди завоёванных персами вавилонян в связи с популярностью гороскопов. Празднование частных дней рождения было принято у персов державы Ахеменидов (согласно сообщениям Геродота и Платона). Обычай отмечать день рождения пирами и поднесением подарков виновнику торжества знали и другие восточные народы.

### Древняя Греция и Древний Рим
В Древней Греции и Древнем Риме праздновалось само рождение ребёнка; обычай праздновать частные дни рождения начал приживаться в Греции лишь с эпохи Александра Македонского, а позднее схожий обычай установился и у римлян. В эпоху до эллинизма в Греции отмечались дни рождения богов, при этом они были не ежегодными, а ежемесячными (например, день рождения Артемиды — 6-е число каждого месяца по афинскому календарю). Существует теория, возводящая обычай именинного пирога со свечками к посвящённым Артемиде пирогам, украшаемым зажжёнными свечами, символизировавшими свет луны. Признавались общественно важными также даты рождения общенационально известных фигур (например, Платона), при этом точность даты была совершенно не важна — дата привязывалась к примечательным событиям задним числом. По некоторым источникам, ежемесячно в эллинистическом мире могли отмечаться и дни рождения правителей (например, ежемесячный день рождения Антиоха Епифана упоминается в 2Мак. 6:7), и даже частных лиц.
Гения славь и виски чистым вином ороси;

Пусть благовонье струят блестящие волосы бога,

Пусть вязеницы цветов падают с плеч и с чела.

Дня сего Гений, приди: почту я тебя фимиамом,

Сладкий пирог испеку на мопсопийском меду.

Элегия Мессале. Альбий Тибулл, I век до н. э., в переводе Льва Остроумова
В древнем Риме день рождения праздновался как день гения-покровителя, в его честь совершалось возлияние, жертвоприношение (специальным пирогом), курился фимиам. Дом и очаг украшались венками, новорождённый надевал праздничную тогу (toga alba), устраивал пир для друзей и принимал пожелания счастья, поздравления (нередко — стихотворные и песенные), и подарки; на пиру в его честь возглашались тосты-здравицы. Праздновались даже дни рождения отсутствующих и умерших. Первые упоминания о праздновании дней рождения частных лиц относятся к началу II века до н. э. (Плавт) и относились к празднованию дня рождения главы семьи, дни рождения женщин и детей не праздновались (помимо празднования самого рождения). Против празднования дня рождения, как бессмысленного обычая, выступал Цицерон: «никоим образом недостойно мудреца … думать, что у каждого человека существует какой-то день рождения». В отличие от Греции, дни рождения богов в Риме не отмечались; вместе с тем существует теория, связывающая римские традиции празднования дня рождения с обычаями празднования дня рождения бога Митры. Дни основания обществ и организаций (например, городских общин и храмов), дни воцарения императоров рассматривались как вид дня рождения.
Дни рождения римских императоров отмечались подарками народу, а также парадами, спортивными и музыкальными состязаниями, играми в цирках и амфитеатрах; праздновались также дни рождения предыдущих императоров.
В III веке н. э. римский писатель Цензорин составил в качестве подарка на день рождения своему патрону книгу De die natali (с лат. — «О дне рождения») об обычаях дня рождения и обо всем, что счёл связанным с рождением человека (например, астрология, нумерология, календари).

### Древние евреи
О праздновании дня рождения у древних евреев нет свидетельств, за редкими исключениями дней рождения правителей в эпоху эллинизма и позже. В частности, Флавий («Древности», XIX, 7, § 1) упоминает пир в честь дня рождения Агриппы I. Помимо того, из Евангелий известно о праздновании дня рождения правителя Галилеи Ирода, которое завершилось казнью Иоанна Крестителя (Мф. 14:6—11, Мк. 6:21—28).
В Талмуде в нескольких местах отмечается, что день рождения — особая дата, имеющая значение для человека; одновременно с этим для мудрецов Талмуда и более поздних раввинов день рождения — это языческий праздник, отмечать который не следует. Среди аргументов приводился тот факт, что упоминание дня рождения фараона — единственное в Торе упоминание празднования дня рождения. Такое отношение сохранялось среди части иудеев в течение долгого времени.
Значительно позже, с XIV века, у евреев появился обычай праздновать 13-й день рождения, совпадающий с достижением религиозного совершеннолетия (см. Бар-мицва).

### Раннее христианство
Ранние христиане рассматривали празднование дня рождения как языческую традицию, такое празднование не одобрялось церковью, и традиция отмечать чьи-либо дни рождения прекратилась.

### Средние века
К XII веку, с развитием регистрации рождений и крещений в приходской книге и со смягчением позиции церкви, повторно возникла традиция празднования в семьях дня рождения.
В XIII веке у немецких крестьян сложился определённый ритуал детского дня рождения, включающий задувание свечей на специальном круглом пироге одновременно с загадыванием желания, которое надлежало держать в тайне. Количество свечей на пироге соответствовало возрасту новорождённого.
Распространённым обычай праздновать день рождения стал во времена протестантской Реформации.

### Китай
В древнем Китае, как и у соседних народов (тибетцы, монголы, корейцы, японцы) не было принято вести отсчёт возраста от даты рождения, возраст человека отсчитывался от Нового года, который был как бы всеобщим днём рождения.
Обычай праздновать день рождения вошёл в Китае в обиход скорее всего под влиянием празднования дня рождения Будды в буддизме. Если в 644 году император Тай-цзун выражал недовольство новомодным обычаем и неуместным весельем в этот день, то к VIII веку императоры устраивали по поводу своего дня рождения многолюдные пиры, а празднование дня рождения прочно вошло в быт китайцев. Отмечалось, что если родители виновника торжества умерли, то веселье неуместно, но на подарки общественная мораль ограничения не налагала. Дорогие подарки чиновникам по случаю дня рождения вызывали недовольство власти и в XIII веке были запрещены под страхом ссылки.

### Россия
В дореволюционной России обычно праздновали не день рождения, а именины, и даже празднование именин не было повсеместным.
Тем не менее, в особых случаях праздновались и дни рождения: первоначально день рождения был в России «царским» праздником. Празднование царских дней рождения началось в России с Фёдора Алексеевича: в 1676 году в «Книгах царских выходов» появились отметки о службах в день его рождения. Впоследствии стали праздновать дни рождения и других членов царской семьи. Историк Алексей Доронин указывает, что Пётр I, хотя и не считал свой день рождения великим праздником, всё же отмечал его, если находился в Петербурге. Интересно и то, что масштаб торжеств в день рождения Петра с течением времени возрастал.
В начале XX века в Российской империи именины (тезоименитства) и дни рождения императора, императрицы, наследника престола и его супруги, а также иных представителей царствующего дома входили в число так называемых царских дней, и по случаю дня рождения кого-либо из указанных лиц в храмах после литургии служили благодарственный молебен.
Обычай праздновать дни рождения в России стал распространяться только в XIX веке и только в некоторых кругах (дворянство, богатое купечество). Традиции празднования именин в России определили традиции празднования дня рождения, вплоть до переноса названия праздника на день рождения.

## Современные традиции
Празднование обычно включает угощение для друзей и близких, приём гостей, дарение подарков виновнику торжества и поздравление его. В большинстве случаев день рождения празднуется как домашний (семейный) праздник, однако существует и традиция поздравлять с днём рождения коллег и отмечать праздник в кругу сослуживцев; распространяется также празднование дня рождения в развлекательных учреждениях (клубах, кафе и т. д.).
Распространены традиции многократного (по числу лет) тягания за уши или других физических воздействий (например, поднимание за руки и за ноги, раскачивание, щипки), исполнения служащей приветственным поздравлением песни (например, в англоязычных странах, и не только, — Happy Birthday to You, самая популярная в мире песня, согласно Книге рекордов Гиннесса). Принято украшать праздничный пирог или торт зажжёнными свечами, число свечей при этом равно исполнившемуся возрасту или больше на одну; именинник должен задуть все свечи и загадать при этом желание.
Антрополог Ральф Линтон (англ. Ralph Linton) полагает, что традиция пожеланий имениннику на день рождения имеет магические корни и связана с идеей о том, что в день своего рождения человек ближе (или более открыт) для мира духов; коренятся в языческих магических ритуалах и дарение подарков, и специальный пирог со свечами, задуваемыми при загадывании желания.
В некоторых культурах дни рождения по достижении определённого возраста выделяются особо и могут иметь специальные названия и ритуалы. Например, праздник 15-летия у девочек в Латинской Америке (кинсеаньера), праздник религиозного совершеннолетия у евреев (бат-мицва в 12 у девочек и бар-мицва в 13 у мальчиков), 16-летие у девушек в США (sweet sixteen).

### В СССР и СНГ
Обыкновение праздновать день рождения постепенно укоренялось в советское время, ещё в 1970-е годы празднование дня рождения для всех членов семьи описывался как в основном городской обычай. В современной России и СНГ праздновать день рождения, в той или иной мере, принято практически всеми.
В день рождения приняты общераспространённые обычаи приёма гостей с угощением, пирогом или тортом со свечами, подарками имениннику, нередко рукодельными; женщинам часто дарят цветы, а детям — игрушки.

В качестве песни-поздравления, особенно для детей, традиционно используется хороводная песня «Каравай», начинающаяся словами: «Как на (имя) именины испекли мы каравай…». В последнее время нередко исполняют известную английскую песню-поздравление «Happy Birthday to You», часто и в русском переводе — «С днём рождения тебя!…».

Существует традиция приходить в гости без приглашения, с тем, чтобы поздравить новорождённого.
Среди дней рождения выделяют так называемые юбилеи. Особо торжественно празднуют 50-летие и достижение пенсионного возраста.

### В Китае
В Китае дни рождения, как правило, торжественно празднуются только для младенцев и пожилых людей; отмечать день рождения каждый год не принято. Когда день рождения празднуется, это может быть сделано и по традиционному лунному календарю и по западному григорианскому календарю, при этом система подсчёта возраста включает в себя время беременности. С днём рождения и подарками на этот день связаны множество суеверий.

### В Японии
В Японии обычай празднования дня рождения широко прижился в XX веке, с введением в 1902 году современной системы отсчёта возраста человека от даты его рождения. Принято поздравлять своих родителей с годовщиной их дня рождения. Существуют праздники в честь детей, которым в текущем году исполняется 3, 5 и 7 лет, а также праздник для тех, кто достиг 20 лет, но они празднуются в одну для всех дату. Национальным праздником является День рождения императора.

## Комментарии
1. ↑  Датировка текста книги Бытия является предметом дискуссии и точно не установлена; к тому же часть библейских комментаторов рассматривают этот стих как описание праздника по случаю рождения первенца или дня воцарения.